# Mogilnica (województwo lubelskie)
Mogilnica – wieś w Polsce położona w województwie lubelskim, w powiecie chełmskim, w gminie Siedliszcze. W okolicach miejscowości znajdują się źródła niewielkiej rzeki Mogilnicy, dopływu Wieprza
| SIMC    | Nazwa         | Rodzaj    |
| ------- | ------------- | --------- |
| 0107755 | Góra          | część wsi |
| 0107761 | Wydmuchów     | część wsi |
| 0107778 | Za Torfiskiem | część wsi |

W latach 1954–1959 wieś należała i była siedzibą władz gromady Mogilnica, po jej zniesieniu w gromadzie Siedliszcze. W latach 1975–1998 miejscowość administracyjnie należała do województwa chełmskiego. 
Wieś stanowi sołectwo gminy Siedliszcze. Według Narodowego Spisu Powszechnego (III 2011 r.) liczyła 220 mieszkańców i była dziesiątą co do wielkości miejscowością gminy Siedliszcze.  

## Historia
Według Słownika geograficznego Królestwa Polskiego z roku 1902 - Mogilnica zwana w roku 1564 Mogilnicza Dux, wieś w ówczesnym powiecie chełmskim. Z zapisów w rejestrze poborowym z tego roku wynika że pobór płaci prawdopodobnie Kniaź (słownik podaje tę informację jako wątpliwą) z 12 łanów kmiecych, 6 zagrodników z rolą, 4 zagrodników bez roli, 2 rzemieślników. We wsi istnieje cerkiew. W r. 1578 siedzą tu Mogilniccy. Słownik z roku 1895 opisuje Mogilnicę jako  wieś z folwarkiem w powiecie chełmskim, gminie Siedliszcze, parafii Pawłów. Wieś odległa  21 wiorst od Chełma, a 5 wiorst od linii drogi żelaznej nadwiślańskiej. W 1827 r. spisano tu  56 domów zamieszkałych przez 265 mieszkańców. We wsi była cerkiew parafialna dla ludności rusińskiej, szkoła początkowa, gorzelnia, młyn wodny i pokłady kamienia wapiennego. Folwark Mogilnica ze wsią Mogilnica i Dobromyślem był rozległy na 2357 mórg w tym: gruntów ornych i ogrodów 1056 mórg, łąk  473 mórg, pastwisk 98 mórg, lasu 576 mórg. Nieużytki i place na gruncie 154 mórg. Budynków drewnianych było 31. Wieś Mogilnica posiadała wówczas 50 osad, z gruntem  mórg 1173 natomiast  Dobromyśl 19 osad, z gruntem mórg 319.